# فرودگاه بندر ماهشهر
فرودگاه ماهشهر فرودگاهی تحت مالکیت وزارت نفت در شهر بندر ماهشهر در استان خوزستان ایران است که یک باند فرود از جنس آسفالت به‌طول ۲۷۰۵ متر دارد. در سال ۲۰۱۶ میلادی ۱٬۸۹۶ نشست و برخاست هواپیما در این فرودگاه انجام شد و ۱۷۵٬۴۲۸ نفر مسافر و ۱٬۲۷۵٬۷۹۰ کیلوگرم بار از طریق آن جابجا شدند.

## پروازها
| شرکت‌های هواپیمایی                 | مقصدهای پروازی |
| --------------------------------- | --- |
| هواپیمایی قشم                     | فرودگاه مهرآباد تهران |
| هواپیمایی کارون                   | فرودگاه مهرآباد تهران ، فرودگاه شهید دستغیب شیراز ، فرودگاه شهید هاشمی‌نژاد مشهد ، فرودگاه شهید بهشتی اصفهان                                                                 |
| هواپیمایی پارس                    | فرودگاه مهرآباد تهران |
| هواپیمایی وارش                    | فرودگاه مهرآباد تهران |
| تعداد کل پرواز‌های فرودگاه در هفته | ۲۷ پرواز رفت و برگشت یا ۵۴ نشست و برخاست |
| مقاصد                             | فرودگاه مهرآباد تهران (هر روز) ، فرودگاه شهید دستغیب شیراز (چهارشنبه و جمعه) ، فرودگاه شهید هاشمی‌نژاد مشهد (دوشنبه و پنجشنبه) ، فرودگاه شهید بهشتی اصفهان (چهارشنبه و جمعه) |